# Acinetobacter
Die Bakterien der Gattung Acinetobacter sind häufige Arten, die zur Gruppe der Gamma-Proteobakterien gehören.

## Merkmale
Die Zellen von Acinetobacter sind stäbchenförmig und nicht begeißelt. In späten Wachstumsphasen bilden sie Kokken. Die Zellen treten als Paare oder Ketten mit unterschiedlichen Längen auf. Die Kolonien sind nicht pigmentiert. Sporen werden nicht gebildet. Die meisten Stämme von Acinetobacter zeigen Wachstum bei Temperaturen zwischen 20 und 37 °C, wobei das Optimum zwischen 33 und 35 °C liegt. Der Oxidase-Test verläuft negativ, der Katalase-Test positiv.
Der Gram-Test verläuft negativ. Die Arten sind in der Regel resistent gegen Penicillin und Chloramphenicol.

## Ökologie
Viele Arten von Acinetobacter sind Zersetzer von organischen Substanzen (saprophytisch) und kommen in Böden, Wasser und Abwasser vor. Sie können auch in Nahrungsmitteln, wie z. B. in rohem Gemüse, gefunden werden. Ebenfalls können sie auch auf der menschlichen Haut oder in dem Atmungstrakt vorkommen und dabei dem Menschen keinen Schaden zufügen. Einige Arten können bei geschwächten Patienten Krankheiten verursachen (sogenannte nosokomiale Infektionen).
Die Arten können eine große Anzahl von organischen Stoffen zum Wachstum nutzen. Hierzu zählen z. B. Benzoesäure, para-Hydroxybenzoesäure, Mandelsäure, Chinasäure und Tryptophan. Die Fähigkeit, auch für andere Organismen toxische Stoffe abzubauen, macht sie für den Einsatz für Bioremediationen interessant. Hierzu zählen z. B. Salicylsäure, Halogenaromaten und Phenol. Auch langkettige Kohlenwasserstoffe, wie sie z. B. in Rohöl vorkommen, können von einigen Arten von Acinetobacter abgebaut werden; sie wurden häufig in mit Erdöl belasteten Gebieten gefunden.

## Acinetobacter als Krankheitserreger
Am häufigsten wird A. baumannii im klinischen Alltag beobachtet, der oftmals nosokomial übertragen wird und Wundinfektionen, Lungenentzündungen und Meningitis verursachen kann. Für Meningitis ist aber meistens A. lwoffii ursächlich.
Es sind auch häufiger Infektionen mit A. junii, A. haemolyticus und A. johnsonii anzutreffen. Insgesamt kennt man etwa 20 Spezies. Besonders bei A. baumannii sind Mehrfachresistenzen möglich. Carbapenem-resistente A. baumannii werden auf der WHO-Liste Antibiotika-resistenter Bakterien als Priorität 1 (kritisch) eingestuft.
Im Januar 2008 brachte ein multiresistenter Stamm von Acinetobacter den Betrieb der Intensivstation des Klinikums Enschede (Niederlande) fast völlig zum Erliegen. Das Militär sicherte mit zwei mobilen Intensivstationen den Fortbetrieb.
Im Januar 2015 infizierten sich am Universitätsklinikum Kiel 31 Patienten mit A. baumannii (4-MRGN), 12 davon starben. Bei neun Verstorbenen hatte die Klinik ausgeschlossen, dass der Erreger zum Tod geführt hatte.
Im Dezember 2015 wurde ein Säugling in der Frauen- und Kinderklinik Linz (seit 2016 Teil des Kepler Universitätsklinikums) mit einem Keim einer Art von Acinetobacter infiziert, drei weitere Säuglinge wurden ebenfalls infiziert und wurden quarantänisiert. Ein Baby aus Sarajevo starb. In diesem Ausbruch kam es zu fünf Infektionen, zwei der betroffenen Kinder starben.
Der weite Einsatz von Breitspektrum-Antibiotika wird mittlerweile als wesentlicher Grund für die Zunahme an Resistenzen in Acinetobacter- und anderen Bakterien gesehen.
Nach Angaben des Robert Koch-Instituts (RKI) stieg allein in der Zeit von 2009 bis 2011 der Anteil der A. baumannii-Stämme an 4MRGN-Bakterien von 5,0 % auf 10,7 %.
Medizinische Kodierung:
- U81.11! Acinetobacter-baumannii-Gruppe mit Multiresistenz 2MRGN NeoPäd
- U81.31! Acinetobacter-baumannii-Gruppe mit Multiresistenz 3MRGN
- U81.51! Acinetobacter-baumannii-Gruppe mit Multiresistenz 4MRGN

## Arten
Aktuell (Stand 2021) werden in der Gattung über 64 Arten geführt, A. calcoaceticus ist die Typusart. Eine Liste ausgewählter Arten (Stand 2021):
- Acinetobacter baumannii Bouvet & Grimont, 1986
- Acinetobacter baylyi Carr et al. 2003
- Acinetobacter beijerinckii Nemec et al. 2009
- Acinetobacter calcoaceticus (Beijerinck 1911) Baumann et al. 1968
- Acinetobacter gerneri Carr et al. 2003
- Acinetobacter haemolyticus (ex Stenzel & Mannheim 1963) Bouvet & Grimont 1986
- Acinetobacter johnsonii Bouvet & Grimont 1986
- Acinetobacter junii Bouvet & Grimont 1986
- Acinetobacter lwoffii (Audureau 1940) Brisou & Prévot 1954
- Acinetobacter pollinis Alvarez-Perez et al. 2021[9]
- Acinetobacter towneri Carr et al. 2003
- Acinetobacter vivianii Nemec et al. 2016

### Meldepflicht
In Deutschland ist (für Labore usw.) der direkte Nachweis von Acinetobacter spp. namentlich meldepflichtig nach § 7 Abs. 1 Satz 1 Nr. 52  des Infektionsschutzgesetzes (IfSG) beim Nachweis einer Carbapenemase-Determinante oder mit verminderter Empfindlichkeit gegenüber Carbapenemen außer bei natürlicher Resistenz. Die Meldepflicht besteht nur bei Infektion oder Kolonisation. Diese Meldepflicht besteht seit 2016.
Zudem ist in Deutschland (für feststellende Ärzte usw.) das Auftreten von zwei oder mehr nosokomialen Infektionen nichtnamentlich zu melden, bei denen ein epidemischer Zusammenhang wahrscheinlich ist oder vermutet wird. (§ 6 Absatz 3 IfSG)